# Le Pharaon maudit
Le Pharaon maudit est le 11e album de la série de bande dessinée Papyrus de Lucien De Gieter. L'ouvrage est publié en 1988.

## Synopsis
Théti-Chéri et Papyrus luttent contre des pillards dont six filles qui se disent filles d'Akhenaton.